# François Charles Perreau-Pradier
Pour les articles homonymes, voir Perreau-Pradier.
François Charles Perreau-Pradier est un homme politique français né le 13 mai 1847 à Villeneuve-sur-Yonne (Yonne) et décédé le 4 février 1912 à Paris.

## Biographie
Viticulteur, il est maire de Tonnerre, conseiller d'arrondissement, puis conseiller général du canton de Flogny. Il est député de l'Yonne de 1910 à 1912. Son fils Pierre Perreau-Pradier lui succède comme député.